# 6489 Golevka
A 6489 Golevka (ideiglenes jelöléssel 1991 JX) egy földközeli kisbolygó. Eleanor F. Helin fedezte fel 1991. május 10-én.
Pályáját 1991-2003 között radarral követték és az 15 kilométerrel eltért a kiszámított pályától a Jarkovszkij-hatás következtében.